# Josef Izák
Josef Izák (16. září 1892 Čestice – ???) byl český architekt.

## Život
Josef Izák pocházel z Čestic u Rychnova nad Kněžnou. Žil a působil v Chlumci nad Cidlinou.

## Dílo
První Izákovou architektonickou realizací byl vlastní obytný dům v Chlumci nad Cidlinou v ulici Pod Loretou. Byl zbudován roku 1921.
V roce 1928 pak Izák projektoval a realizoval stavbu sokolovny tamtéž. Po slohové stránce zde lze hovořit o specifické formě neoklasicismu se secesními prvky. Tobiášková ve své bakalářské práci Architektura sokoloven ve východních Čechách v popisu fasády budovy uvádí: „Budova je přístupná trojosým vstupem nesoucím balkon, nad nímž v dalším patře vyčnívá římsa, opět vystřídaná trojicí oken a další římsou, která je potom zakončena monumentálním obloukovým štítem. Na sokolovně je uplatněn, pro zvýraznění její hodnoty, masivní novoklasicistní sloupový řád, pročleňující dominantní střední rizalit hlavního průčelí s lukovitě vyklenutým štítem.“ Funkčně je budova tvořena hlavní částí čtvercového půdorysu, kde je situován sál s galerií, dále zadním traktem tělocvičen a traktem spojovacím.

## Galerie

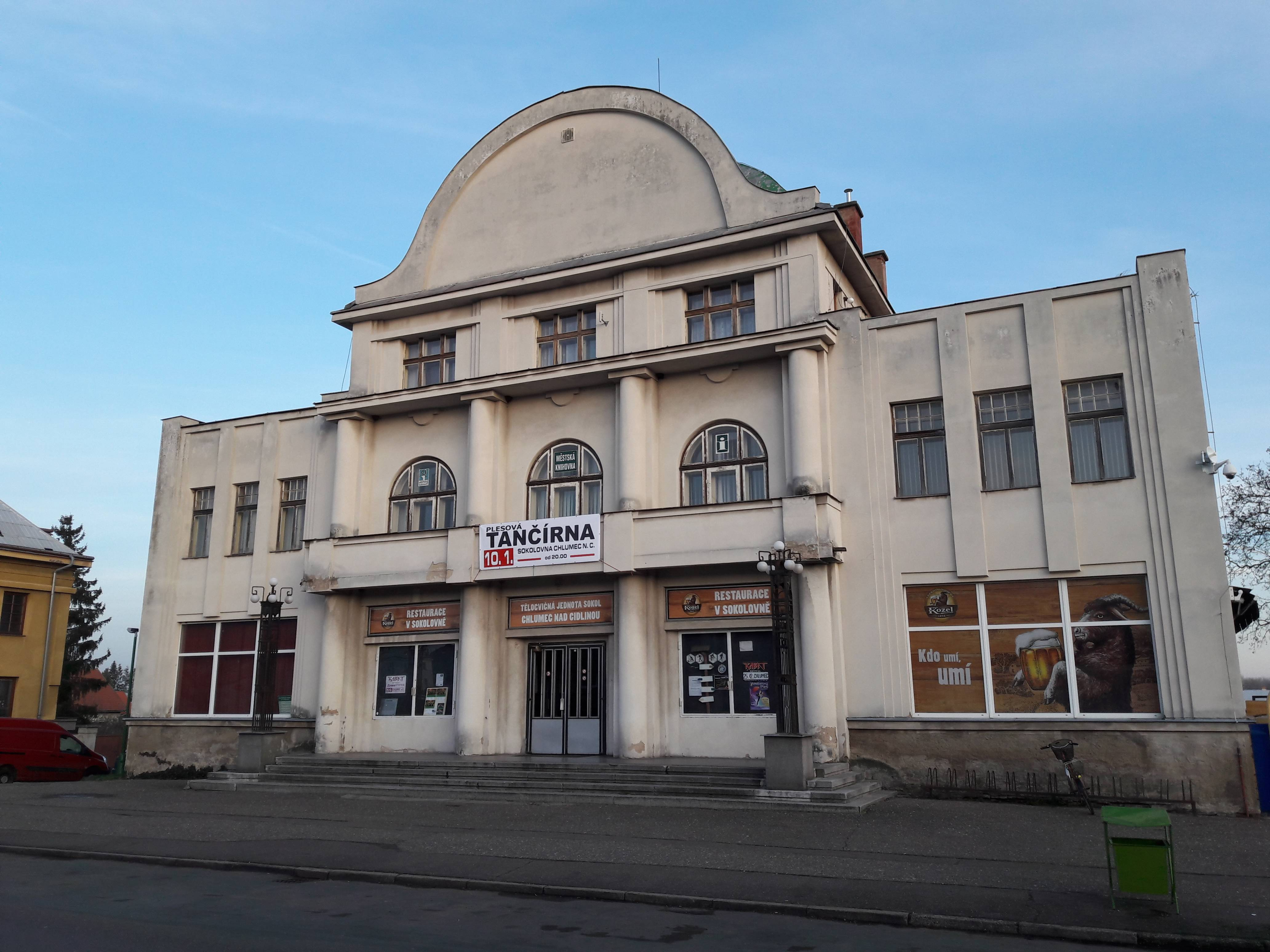
Budova sokolovny v Chlumci nad Cidlinou